# Spoorlijn Mering - Weilheim
De spoorlijn Mering - Weilheim ook wel Ammerseebahn genoemd is een Duitse spoorlijn als spoorlijn 5370 onder beheer van DB Netze.

## Geschiedenis
Het traject Mering - Geltendorf - Schondorf werd door de directie Augsburg van de Königlich Bayerische Staats-Eisenbahnen op 30 juni 1898 geopend.
Het traject Weilheim in Oberbayern - Dießen werd door de directie München van de Königlich Bayerische Staats-Eisenbahnen op 30 juni 1898 geopend.

## Treindiensten

### Deutsche Bahn
De Deutsche Bahn verzorgde tot 14 december 2008 het personenvervoer op dit traject met RE- en RB-treinen.

### Veolia
Veolia Transport verzorgt sinds 14 december 2008 het personenvervoer op dit traject met RE- en RB-treinen.

## Aansluitingen
In de volgende plaatsen was of is er een aansluiting van de volgende spoorwegmaatschappijen:

### Mering
- Maximiliansbahn spoorlijn tussen Ulm en München

### Genteldorf
- Allgäubahn spoorlijn tussen Buchloe en Lindau

### Weilheim in Oberbayern
- München - Garmisch-Partenkirchen spoorlijn tussen München en Garmisch-Partenkirchen
- Pfaffenwinkelbahn spoorlijn tussen Weilheim en Schongau

## Elektrische tractie
Het traject tussen Mering en Geltendorf werd op 7 september 1970 als omleiding voor het traject tussen Augsburg en München geëlektrificeerd met een spanning van 15.000 volt 16⅔ Hz wisselstroom.